# گوردون دابسون
گوردون میلر بورن دابسون (به انگلیسی: Gordon Miller Bourne Dobson) ‏فیزیک‌دان و هواشناس بریتانیایی در دانشگاه آکسفورد بود که پژوهش‌های مهمی در زمینه لایه ازون انجام داد.
یکای (DU) واحد اندازه‌گیری تراکم ازون ستونی جو، به ویژه ازون در لایه ازون (استراتوسفر) به نام او نامیده شده‌است.